# Головний Мишолов Резиденції Уряду
Головний Мишолов Резиденції Уряду (англ. Chief Mouser to the Cabinet Office) — звання кота, який офіційно проживає в резиденції Прем'єр-міністра Великої Британії на Даунінг-стріт, 10. Коти, які служили мишоловами і домашніми улюбленцями, були в британського уряду з XVI століття, хоча сучасні записи беруть початок у 1920-х. Попри те, що інші коти працювали на Даунінг-стріт, першим, хто офіційно отримав титул від уряду, став Ларрі у 2011 році; інших так називали лише ласкаво, зазвичай у пресі.

## Історія
Подібна придворна посада кота, що був мишоловом і, одночасно з цим, придворним улюбленцем, існувала ще за часів короля Генріха VIII — у 1515 році кардинал Томас Вослі тримав кота, коли працював лордом-канцлером.
З 3 червня 1929 з англійської скарбниці стали виділяти по 1 пенні на день на утримання кота. У квітні 1932 року сума утримання збільшилася до 1 шилінга і 6 пенсів на тиждень. Нині Головний Мишолов обходиться скарбниці вже у 100 фунтів на рік. Коти не обов'язково належать Прем'єр-міністру і лише живуть у його резиденції. Найдовше посаду обіймав Вілберфорс, котрий протягом восьми років працював у Едварда Гіта, Гарольда Вільсона, Джеймса Каллагана та Маргарет Тетчер.
З 15 лютого 2011 року головним мишоловом є кіт Ларрі, до цього два роки посада була вакантною — кішка Сибіл вийшла на пенсію у 2009. Вона була мишоловом з 11 вересня 2007, першою на посаді за десятиліття — кіт Хамфрі був звільнений ще у 2007. Сибіл належала канцлеру скарбниці, Алістеру Дарлінгу. У той час прем'єр Ґордон Браун жив не у резиденції, а на Даунінг-стріт, 11. Кішка не залишилася в Лондоні та повернулася до рідної Шотландії, де й померла 27 липня 2009.
Ларрі взяли з лондонського притулку для тварин «Баттерсі». Оскільки резиденція глави уряду розташовується в старому будинку, миші та щури там є постійною проблемою. У січні 2011 року один гризун навіть потрапив в об'єктив телекамери й цей момент показали по ТБ. За повідомленням «The Guardian», першу мишу на Даунінг-стріт Ларрі зловив 22 квітня 2011 року.
У вересні 2012 року стало відомо, що Девід Камерон призначив мишоловом кішку канцлера Джорджа Осборна. Фрея працювала до грудня 2014, після цього Ларрі залишився єдиним котом на посаді.

## Список мишоловів
| Ім'я                                | Початок служби | Кінець служби | Прем'єр-міністр                                                                             | Посилання     |
| ----------------------------------- | -------------- | ------------- | ------------------------------------------------------------------------------------------- | ------------- |
| Вексель (Treasury Bill)             | 1924           | 1924          | Джеймс Рамсей Макдональд                                                                    | [ 15 ]        |
| Пітер (Peter)                       | 1929-1946      | 1941–46       | Стенлі Болдвін, Джеймс Рамсей Макдональд, Невілл Чемберлен, Вінстон Черчилль, Клемент Еттлі | [ 3 ]         |
| Мюнхенський Мишолов (Munich Mouser) | 1937–1940      | 1943          | Невілл Чемберлен, Вінстон Черчилль                                                          | [ 16 ] [ 17 ] |
| Нельсон (Nelson)                    | 1940-ті        | 1940-ті       | Вінстон Черчилль                                                                            | [ 17 ] [ 18 ] |
| Пітер II (Peter II)                 | 1946           | 1946          | Клемент Еттлі                                                                               | [ 3 ]         |
| Пітер III (Peter III)               | 1946           | 1964          | Клемент Еттлі, Вінстон Черчилль, Ентоні Іден, Гарольд Макміллан, Александр Дуглас-Г'юм      | [ 3 ]         |
| Пета (Petra)                        | 1964           | 1976          | Александр Дуглас-Г'юм, Гарольд Вільсон, Едвард Гіт                                          | [ 3 ]         |
| Вілберфорс (Wilberforce)            | 1970           | 1988          | Едвард Гіт, Гарольд Вільсон, Джеймс Каллаган, Маргарет Тетчер                               | [ 19 ]        |
| Хамфрі (Humphrey)                   | 1989           | 1997          | Маргарет Тетчер, Джон Мейджор, Тоні Блер                                                    | [ 20 ]        |
| Сибіл (Sybil)                       | 2007           | 2008          | Ґордон Браун                                                                                | [ 21 ] [ 22 ] |
| Фрея (Freya)                        | 2012           | 2014          | Девід Камерон                                                                               | [ 23 ]        |
| Ларрі (Larry)                       | 2011           | дотепер       | Девід Камерон, Тереза Мей, Борис Джонсон, Ліз Трасс, Ріші Сунак                             | [ 3 ]         |